# Kotlina Warszawska
Kotlina Warszawska (318.73) – region fizycznogeograficzny w środkowej Polsce na Mazowszu, najniższa część Niziny Środkowomazowieckiej (68 m n.p.m.), którą stanowi rozszerzenie doliny rzeki Wisły w okolicy ujścia do niej rzeki Narwi, która wzdłuż biegu Wisły przechodzi w Kotlinę Płocką (na zachodzie), łącząc się z Doliną Środkowej Wisły (południowy wschód), Doliną Dolnego Bugu i Doliną Dolnej Narwi (północny wschód).
Powierzchnia tego obszaru wynosi 1716 km² i charakteryzuje się on dwoma poziomami terasowymi:
- poziom zalewowy, zajęty głównie przez łąki i pastwiska,
- poziom piaszczysty, wyższy i pokryty wydmami, często zalesionymi przez człowieka.

Na lewym brzegu Wisły znajduje się kompleks leśny Puszczy Kampinoskiej, chroniony w ramach Kampinoskiego Parku Narodowego. Północny wschód kotliny u zbiegu Narwi i Bugu przegrodzony jest zaporą, spiętrzającą wody Jeziora Zegrzyńskiego.
Najważniejsze miejscowości położone w kotlinie to: Nowy Dwór Mazowiecki, Jabłonna, Legionowo, Łomianki, Wieliszew, na obszarze tym znajdują się również północne dzielnice m. st. Warszawy – Bielany i Białołęka.